# Liste der Baudenkmale in Waiau
Die Liste der Baudenkmale in Waiau umfasst alle vom New Zealand Historic Places Trust (NZHPT) als „Historic Place“ oder „Historic Area“ eingestuften Baudenkmale und Flächendenkmale der neuseeländischen Ortschaft Waiau. Die Angaben stammen aus dem Register des NZHPT. Die Bezeichnungen der Baudenkmale orientieren sich an diesem Register. In die Liste werden auch bekannte Wahi Tapu (Area), kulturell und religiös bedeutsame Stätten und Gebiete der Māori, aufgenommen. Sie werden jedoch meist nicht publiziert.

| Bild                              | Bezeichnung                       | Ort   | Anschrift                                     | Beschreibung                   | Bauzeit   | Eintrag           | Nummer | Kat. |
| --------------------------------- | --------------------------------- | ----- | --------------------------------------------- | ------------------------------ | --------- | ----------------- | ------ | ---- |
| BW                                | Highfield Station Woolshed        | Waiau | 130 Inland Road Karte                         | Schafschur-Schuppen einer Farm | 1877      | 5. September 1985 | 3668   | 1    |
| Church (Presbyterian)             | Church (Presbyterian)             | Waiau | 6 Cheviot Street Karte                        | Kirche, presbyterianische      | 1888      | 23. Juni 1983     | 3059   | 2    |
| Cob Cottage Museum                | Cob Cottage Museum                | Waiau | 6 Cheviot Street Karte                        | heute Museum                   | 1866      | 6. September 1984 | 3682   | 2    |
| BW                                | Cottage                           | Waiau | 18 Hawkswood Street Karte                     | Wohnhaus                       | 1886      | 6. September 1984 | 3683   | 2    |
| BW                                | House                             | Waiau | 15 Montrose Street und Leslie Street Karte    | Wohnhaus                       | 1880      | 6. September 1984 | 3686   | 2    |
| BW                                | Manse                             | Waiau | 35 Leslie Street Karte                        | Pfarrei                        | 1903      | 6. September 1984 | 3687   | 2    |
| All Saints' Church (Anglican)     | All Saints' Church (Anglican)     | Waiau | 35 Parnassus Street und Clarence Street Karte | Kirche, anglikanische          | 1925      | 6. September 1984 | 3690   | 2    |
| Waiau Coronation Library and Hall | Waiau Coronation Library and Hall | Waiau | 3-5 Cheviot Street Karte                      | Bibliothek und Gemeindesaal    | 1911–1912 | 26. Mai 2006      | 3443   | 2    |